# Christopher Loeak
Chistopher Jorebon Loeak (11 de noviembre de 1952, Ailinglaplap) es un político marshallés que ocupó el cargo de Presidente de las Islas Marshall desde el 10 de enero de 2012 y hasta el 11 de enero de 2016.

## Vida personal
Loeak estudió en un instituto en Islas Marshall para continuar sus estudios superiores en Estados Unidos, en la Universidad del Pacífico de Hawái y en la Universidad Gonzaga donde se especializó en la Escuela de Derecho. Está casado con Anono Lieom Loeak, tiene tres hijos y ocho nietos.

## Carrera política
Fue elegido por primera vez en el Nitijela en 1985 por la circunscripción de Ailinglaplap. Fue ministro de Justicia durante 1988 y 1992 en la presidencia de Amata Kabua. En 1992 fue nombrado ministro de Servicios Sociales, cargo que ocupó hasta 1999 cuando pasó al ministerio de Educación, manteniendo ese puesto hasta 1998 en los gobiernos de Kunio Lemari e Imata Kabua. En 1998 Kabua le nombró ministro de Ralik, permaneciendo en el puesto un año, añadiéndole la cartera de ministro-asistente de presidencia. En 2007 volvió a ser elegido miembro del Nitijela, ocupando de nuevo el cargo de ministro-asistente con el nuevo presidente, Litokwa Tomeing.

### Presidencia
Accedió al cargo de presidente tras su victoria en las elecciones indirectas del 3 de enero de 2012. Fue elegido por votación en el Nitijela, imponiéndose a su único rival, el presidente en el cargo Jurelang Zedkaia, por 21 votos a 11. Zedkaia aceptó su derrota y se comprometió a cooperar con la nueva administración.